# Hubert Doppmeier
Hubert Doppmeier (* 19. Februar 1944 in Langenberg; † 8. März 1992 in Hannover) war ein deutscher Politiker. Er gehörte von 1980 bis 1990 dem Landtag von Nordrhein-Westfalen an und zog anschließend in den Deutschen Bundestag ein, dem er bis zu seinem Tod angehörte.

## Leben
Doppmeier besuchte nach der Volksschule die Berufsschule und absolvierte eine Ausbildung zum Sperrholzfacharbeiter. Er brachte sich anschließend autodidaktisch die notwendigen Kenntnisse bei, die ihm 1966 den Realschulabschluss und zwei Jahre später das Abitur erreichen ließen. Er studierte die Rechts- und Staatswissenschaften an der Universität Münster und legte im Jahr 1975 die erste juristische Staatsprüfung ab, drei Jahre später folgte die die zweite Staatsprüfung. Ab 1979 war er als Rechtsanwalt tätig. Er war mit Ursula Doppmeier verheiratet.

## Politik
Doppmeier trat 1969 der CDU bei und war bis 1980 in der Jungen Union tätig. Von 1970 bis 1975 war er in dieser Zeit Kreisvorsitzender des Kreisverbandes Gütersloh der Jungen Union und anschließend bis 1980 Bezirksvorsitzender der Jungen Union in Ostwestfalen-Lippe. Ab 1981 war er Kreisvorsitzender des CDU-Kreisverbandes Gütersloh und von 1975 bis 1985 Mitglied des Bezirksvorstandes der CDU Ostwestfalen-Lippe, dessen Bezirksvorsitzender er ab 1985 war. Doppmeier war von 1975 bis 1979 Mitglied des Kreistages in Gütersloh. Aus diesem schied er anschließend aus und wurde in den Landtag von Nordrhein-Westfalen gewählt. Er gehörte dem Landtag vom 29. Mai 1980 bis zum 30. Mai 1990 für zwei Wahlperioden an, in die er jeweils direkt im Wahlkreis 102 Gütersloh I gewählt wurde. Im Dezember 1990 wurde er im Bundestagswahlkreis Gütersloh direkt in den Deutschen Bundestag gewählt, dem er bis zu seinem Tod 1992 angehörte.

## Weblink
Hubert Doppmeier beim Landtag Nordrhein-Westfalen
| Personendaten    | Personendaten                       |
| ---------------- | ----------------------------------- |
| NAME             | Doppmeier, Hubert                   |
| KURZBESCHREIBUNG | deutscher Politiker (CDU), MdL, MdB |
| GEBURTSDATUM     | 19. Februar 1944                    |
| GEBURTSORT       | Langenberg                          |
| STERBEDATUM      | 8. März 1992                        |
| STERBEORT        | Hannover                            |